# (1177) Gonnessia
(1177) Gonnessia ist ein Asteroid des Hauptgürtels, der am 24. November 1930 vom französischen Astronomen Louis Boyer in Algier entdeckt wurde.
Benannt wurde der Asteroid nach dem französischen Astronomen und Direktor des Algier Observatoriums François Gonnessiat.